# Tajamares de la Pedrera
Tajamares de la Pedrera est une localité uruguayenne située dans le département de Rocha.

## Localisation
Elle se situe au sud du département de Rocha, sur les côtes de l'Océan Atlantique au nord-est de La Paloma. Accessible par la route 10 (kilomètre 233), Tajamares de la Pedrera est bordée au sud par la localité de Santa Isabel de la Pedrera et au nord par celle de San Antonio.

## Population
D'après le recensement de 2011, la localité compte 2 habitants.